# WAN2 Fesztivál
A Wan2 fesztivál (korábban Wanted) Mezőtúr és a környék legnagyobb zenei fesztiválja volt 2006-ig. A rendezvényen számos nagynevű 
külföldi zenekar is fellépett, többek között a Sepultura vagy a Paradise Lost.

## Története
A fesztivált először 1993-ban rendezték meg Mezőtúron, (Jäger) Sör és Rockfesztivál néven. Egy színpaddal, 20 fellépővel, és mintegy 1500 látogatóval rakta le alapjait a rendezvény, hogy később egy meghatározó, országosan ismert fesztivállá váljon. A Sör és Rockfesztivál két év alatt kinőtte a helyszínt, 1996-tól a Szabó Lajos laktanya volt a fesztivál otthona. 1997-ben újabb névváltás következett, a Szertelenül fesztivál volt az utolsó (2007-ig), amelyet a város szervezett. 1998-tól a Delta Fest Kft. vette át az irányítást (2000-től ők szervezik meg a Hegyalja Fesztivált is). Ebben az évben ismét új elnevezés következett, a fesztivál a Wanted néven vált később országosan is ismertté. Ekkorra a kétnapos fesztivál már felnőtt a többi hasonló hazai rendezvényhez, az ezredfordulóhoz közeledve a résztvevők száma folyamatosan növekedett, 2001-ben már 13.000 látogatója volt a Wantednak, ebben az évben már három naposra bővítették a fesztivált. A Wantednak ismét új helyszínt kellett keresni, mivel a laktanya egyrészt nem is bizonyult elég nagynak, másrészt néhány épületet életveszélyesnek tituláltak. 
Mivel megegyezés nem történt, 2002-ben Kecskemétre került át fesztivál (5 éves szerződést kötöttek a Kecskeméti Szabadidőpark vezetőjével), ahol a ZED! (Zenélő Emberek Demonstrációja!) hiába volt három napos és hiába volt értékelhető a program, a helyi önkormányzat egyáltalán nem támogatta a fesztivált, így a következő évben visszahozták a rendezvényt Mezőtúrra. A rövid életű ZED!-et követően Mezőtúron ismét új helyszín következett, az Erzsébet liget és a Városi strand által határolt terület megfelelőnek bizonyult mind a város, mind a szervezők részéről. A nagyszínpad a fesztivál jelképévé vált víztoronnyal szemben helyezkedett el, amely később megvilágítást is kapott, hangulatosabbá téve az összképet. 2003-ban volt utoljára hivatalosan is Wanted a rendezvény neve, 2005-ben a plakátokon már a Wan2 név szerepelt, ennek ellenére a kilátogatók többsége továbbra is a jól megszokott Wanted elnevezést használta.

## Képek a fesztiválról

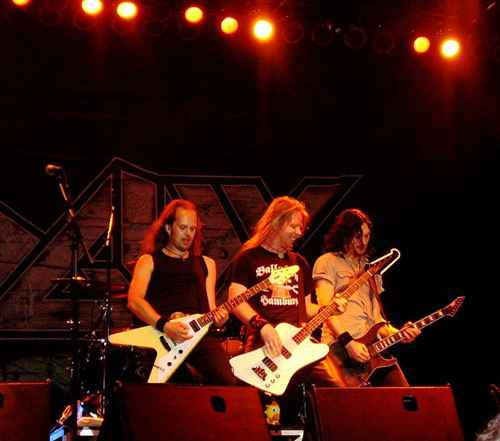
Színpadon az Edguy 2006
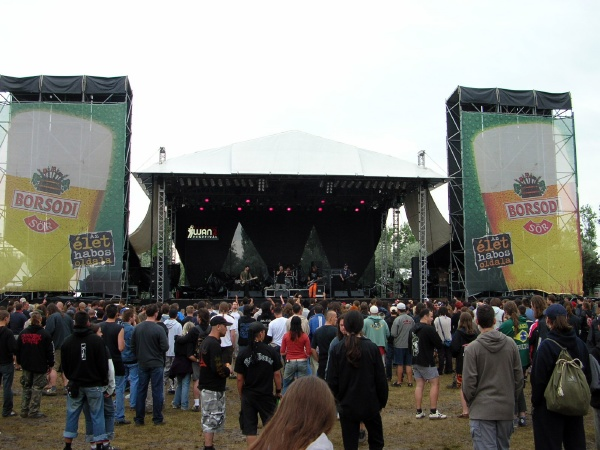
Nagyszínpad
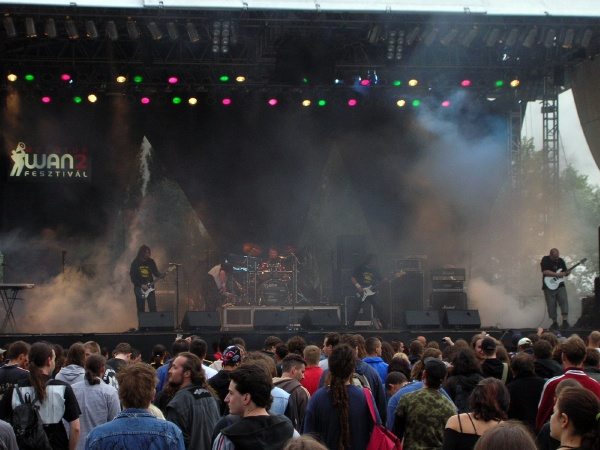
Wan2 nagyszínpad

## Búcsú a fesztiváltól
2007 januárjára biztossá vált, hogy nem lesz többé Wan2 fesztivál Mezőtúron. A helyszínt ugyanis értékesítették, és egy gyógyfürdőkomplexumot terveztek építeni oda. Újabb helyszínt viszont már nem talált a város, ezért a Delta Fest Zánkáig vitte a fesztivált, ahol BalaTONE Fesztivál néven akarta „megzenésíteni” a nyarat. A történethez hozzátartozik, hogy a Balatone Fesztivált mindössze két évig rendezték meg (2007,2008), a mezőtúri területen azóta sem kezdődött meg az építkezés. A fesztivál feladása súlyos öngól volt, hatalmas pénzösszegektől és egy ismertséget nyújtó rendezvénytől esett el Mezőtúr.

## Programok
A koncertek mellett számos más lehetőség is volt a szórakozásra a fesztiválokon. A hangszerkiállítás, a közönségtalálkozók, és a filmvetítések is mind sikerrel zajlottak. A Café sátorban nyugalomra találtak a metálon edződött fülek, a malátabárnak köszönhetően pedig kedvenc csapatuk meccséről sem kellett lemondani a kilátogatóknak. Különböző fesztiválsportok (élőteke, vízifoci, Hubertus kalandpark) is színesítették a fesztivált, a strand használata pedig ingyenes volt. 

## Fellépők
A fesztivál legnevesebb külföldi fellépői voltak:
Toy Dolls, New Model Army, EZ-Rollers, Dog Eat Dog, Apocalyptica, James Ruskin, Clawfinger, Sepultura, Asian Dub Foundation, Tiamat, Ignite, Paradise Lost, Soulfly, Anthrax, Edguy, Entombed, Agnostic Front. 
És természetesen a hazai élvonal:
Tankcsapda, Kispál és a Borz, Depresszió, Aurora, Junkies, Pokolgép, Iron Maiden, Superbutt, Anima Sound System, Subscribe, Quimby, Replika, Akela...

## Látogatók száma
- 1993: 1500 fő
- 1994: ?
- 1995: ?
- 1996: ?
- 1997: 5000 fő
- 1998: 8000 fő
- 1999: ?
- 2000: 11.000 fő
- 2001: 13.000 fő
- 2002: -
- 2003: 16.000 fő
- 2004: 15.000 fő
- 2005: 14.000 fő
- 2006: 15.000 fő

## Jövőkép
2007-ben ismét helyi szervezésben próbálták meg feléleszteni a rendezvényt, nem sok sikerrel. A három nap alatt mindössze néhány százan fordultak meg a helyszínre majdnem azonos Mezotour fesztiválon. A kevés látogató nem is feltétlenül a programoknak volt köszönhető, mivel a három nap alatt fellépett a Magna Cum Laude, Kispál és a Borz, Hollywoodoo, Replika, Kiscsillag, Iron Maidnem és Ganxsta Zolee & a Kartel is. Talán egy valódi húzónév hiányozhatott, mint például a Tankcsapda, vagy esetleg a Depresszió. Ám leginkább a propaganda hiánya és a magas jegyárak vezettek végül oda, hogy kudarcba fulladt az első és eddigi utolsó Mezotour.
2012-ben újra lesz fesztivál Mezőtúron, az East Fest, amely igyekszik fellépőivel feltámasztani a város fesztivál-hírnevét. A fellépők között lesz a Pál Utcai Fiúk, a Bikini, a Republic és a Subscribe is. A három színpados rendezvény a hiphop és az elektronikus műfaj kedvelőit is kicsalogathatja a víztorony alá. Közülük a Bëlga, az Irie Maffia, Subb Bass Moster, Julia Carpenter és Sterbinszky is színpadra lép.